# The Crests
The Crests furono un gruppo musicale italo-americano di Rhythm and blues degli anni '50, provenienti da New York. La loro canzone più popolare è senza dubbio 16 Candles, che raggiunse il secondo posto nella classifica Billboard Hot 100 del 1958; inoltre vendette oltre un milione di copie, aggiudicandosi il disco d'oro.

## Storia
Il gruppo fu fondato da J. T. Carter, e ad esso si unirono Talmoudge Gough, Harold Torres, e Patricia Van Dross. Carter trovò come voce principale Johnny Mastrangelo (solo più tardi Johnny Maestro). Il gruppo ottenne numerosi successi negli anni '50, tra i quali 16 Candles, In the Still of the Nite, Step By Step e The Angels Listened In.
Maestro lasciò il gruppo per intraprendere una carriera solista, e si sarebbe unito ai The Del-Satins. Il suo posto fu preso da James Ancrum. Il gruppo registrò un nuovo singolo, Little Miracles, che fu il primo a non entrare tra i primi cento nelle classifiche. Dopo il singolo Gough abbandonò il gruppo, e fu presto rimpiazzato da Gary Lewis, ma nonostante ciò la loro popolarità cominciò a calare molto.
Pure Van Dross e Torres lasciarono il gruppo verso la fine degli anni '60; il gruppo, formato ancora da Cartere, Ancrum e Lewis, si divise nel 1978.
Nel 1980 Carter riformò il gruppo. Tra 200 cantanti alla fine selezionò Bill Damon, Greg Sereck, Dennis Ray e Jon Ihle. Carter continuò nel gruppo fino agli anni '90.
Sixteen Candles, il film per ragazzi di John Hughes, riprese il titolo dall'omonima canzone dei Crests, la quale fu registrata dagli Stray Cats per la colonna sonora.
Nel 2004 i Crests sono stati inseriti nella Vocal Group Hall of Fame.

## Discografia

### Album
- 1960 - The Crests Sing All Biggies (Coed, LPC 901)
- 1961 - The Best Of The Crests Featuring Johnny Mastro - 16 Fabulous Hits (Coed, LPC 904)

### EP
- 1960 - The Crests (Combo Record EP 17001; pubblicato in Italia)

### Singoli
- 1957 - Sweetest One/My Juanita (Joyce, 103)
- 1957 - No One To Love/Wish She Was Mine (Joyce, 105)
- 1958 - Pretty Little Angel/I Thank The Moon (Coed, CO-501)
- 1958 - 16 Candles/Beside You (Coed, CO-506)
- 1959 - Six Nights A Week/I Do (Coed, CO-509)
- 1959 - Flower Of Love/Molly Mae (Coed, CO-511)
- 1959 - The Angels Listened In/I Thank The Moon (Coed, CO-515)
- 1959 - A Year Ago Tonight/Paper Crown (Coed, CO-521)
- 1960 - Step By Step/Gee (But I'd Give The World) (Coed, CO-525)
- 1960 - Trouble In Paradise/Always You (Coed, CO-531)
- 1960 - Journey Of Love/If My Heart Could Write A Letter (Coed, CO-535)
- 1960 - Isn't It Amazing/Molly Mae (Coed, CO-537)
- 1960 - I Remember (In The Still Of The Night)/Good Golly Miss Molly (Coed, CO-543)
- 1961 - Model Girl/We've Got To Tell Them (Coed, CO-545)
- 1962 - Little Miracles/Baby I Gotta Know (Coed, CO-561)